# Psalterium

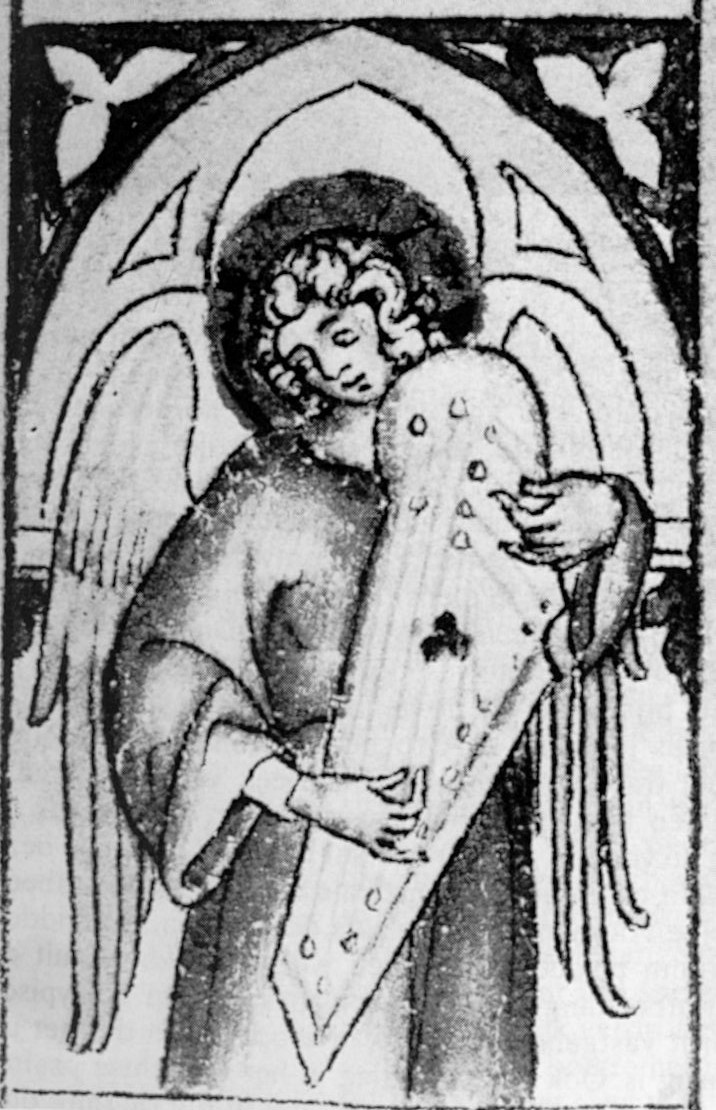
Psalterion cu coarde ciupite

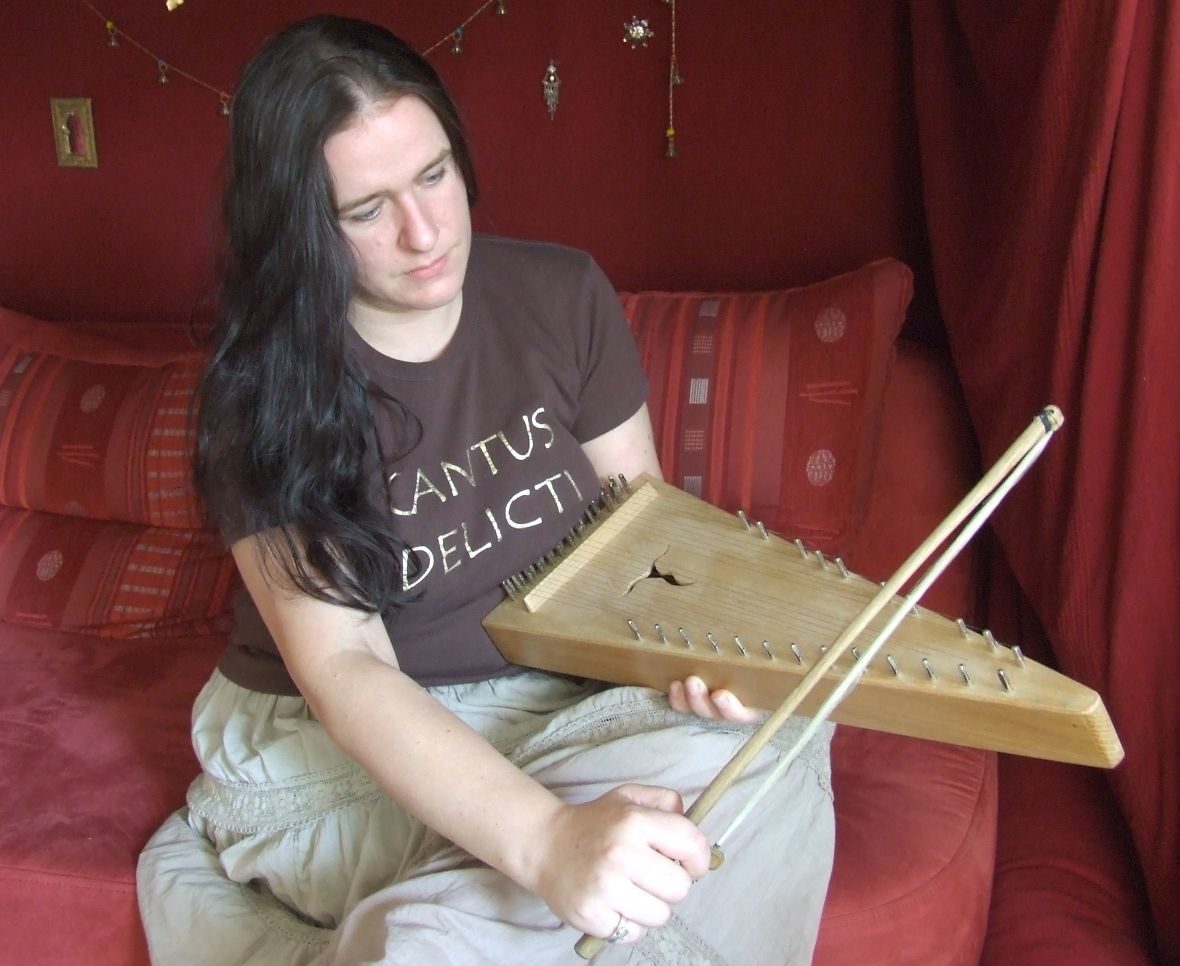
Psalterion cu arcuș

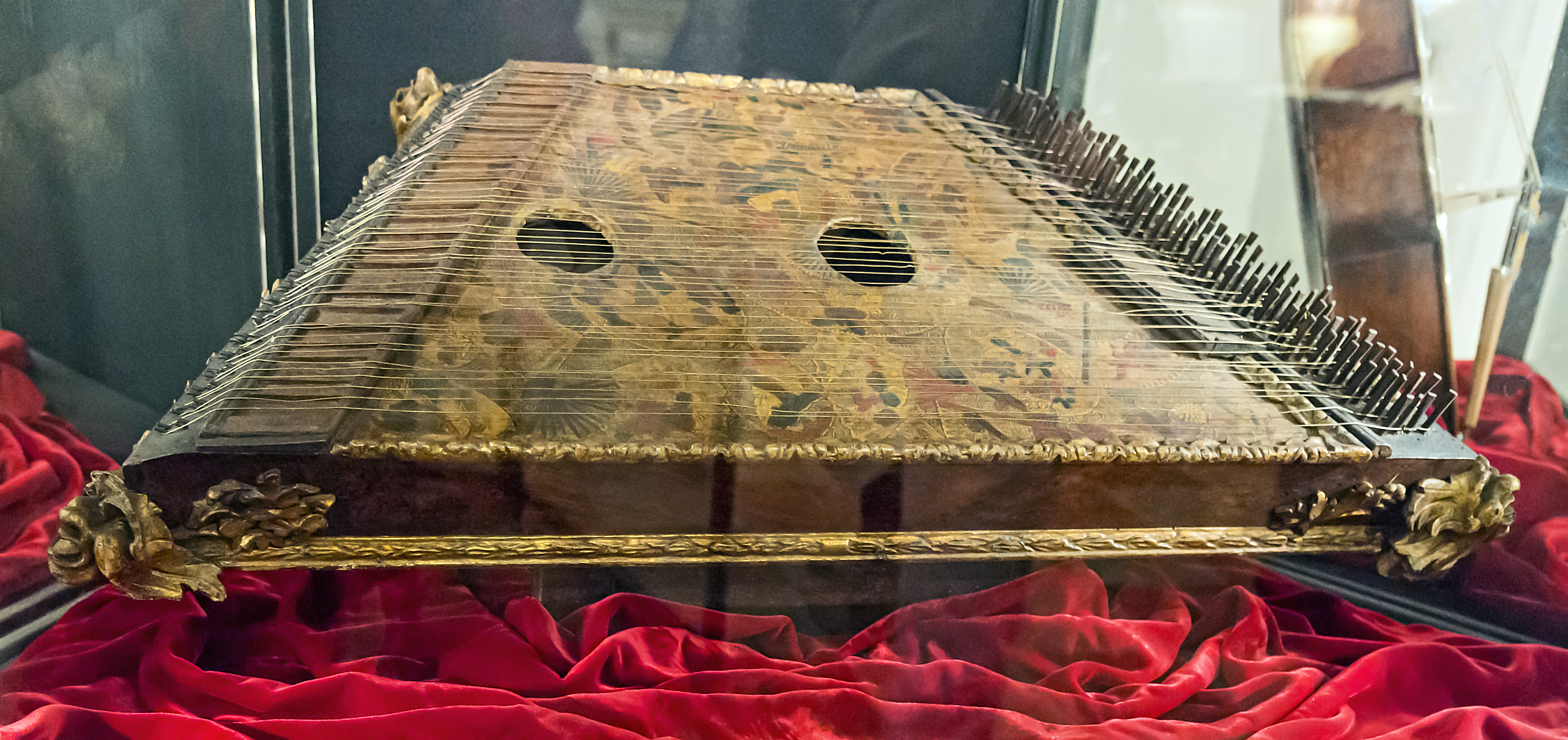
Psalterion cu percuție

Psalterium, sau psalterion (în greacă ψαλτήριον), este un instrument muzical cu coarde, a cărui origine se află în antichitate (anii 300 î.e.n. sau mai vechi) și care a avut o largă răspândire în multe variante. Este considerat drept formă originară a țiterei, harpei și țambalului.
Psalterionul cu coarde ciupite are de obicei formă trapezoidală, cu două rânduri de coarde dispuse astfel încât să poată fi ciupite cu degetele sau cu o pană de lemn dur; este încă utilizat în unele mănăstiri pentru a acompania intonarea psalmilor, de unde și denumirea. Psalterionul cu arcuș, de formă triunghiulară, produce sunete prin frecarea coardelor cu un arcuș. În psalterionul cu percuție, strămoș al țambalului, coardele metalice sunt lovite cu niște ciocănele învelite în câlți sau piele; sunetele sunt amplificate de o cutie de rezonanță.

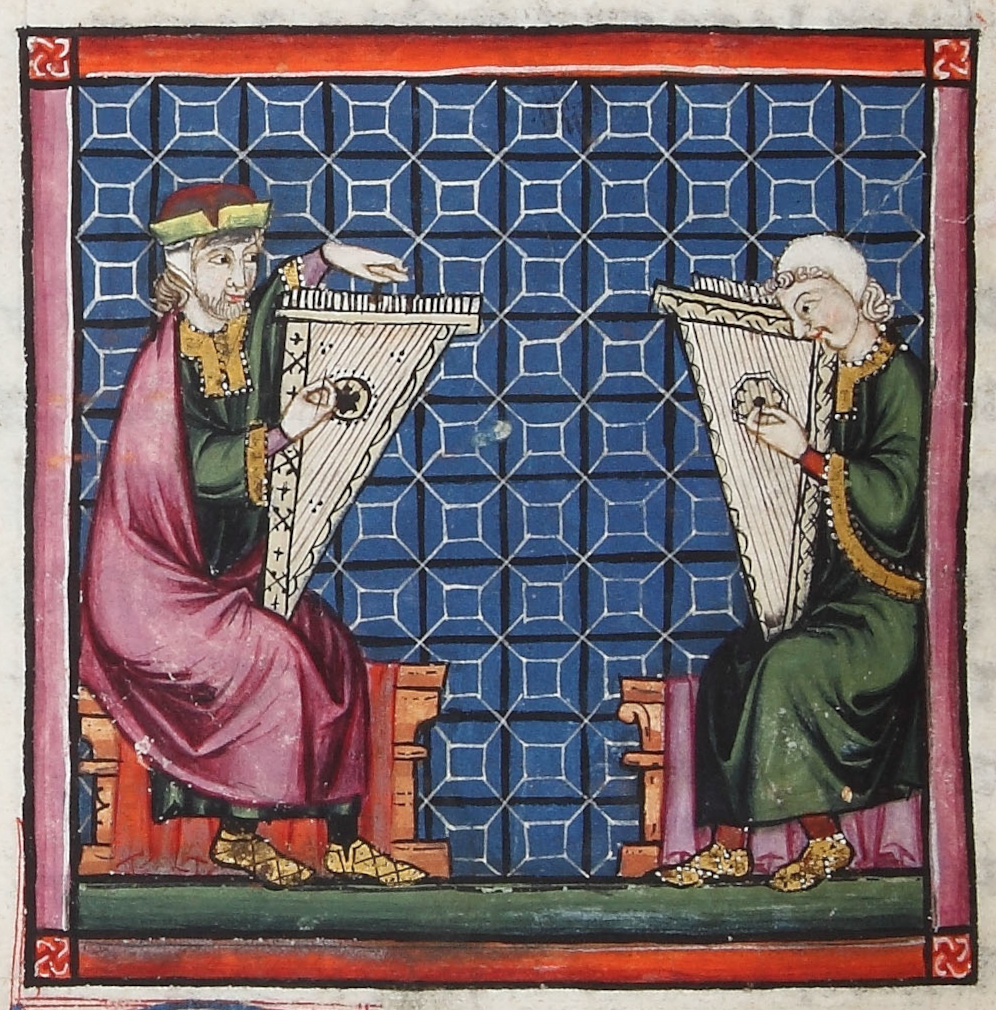
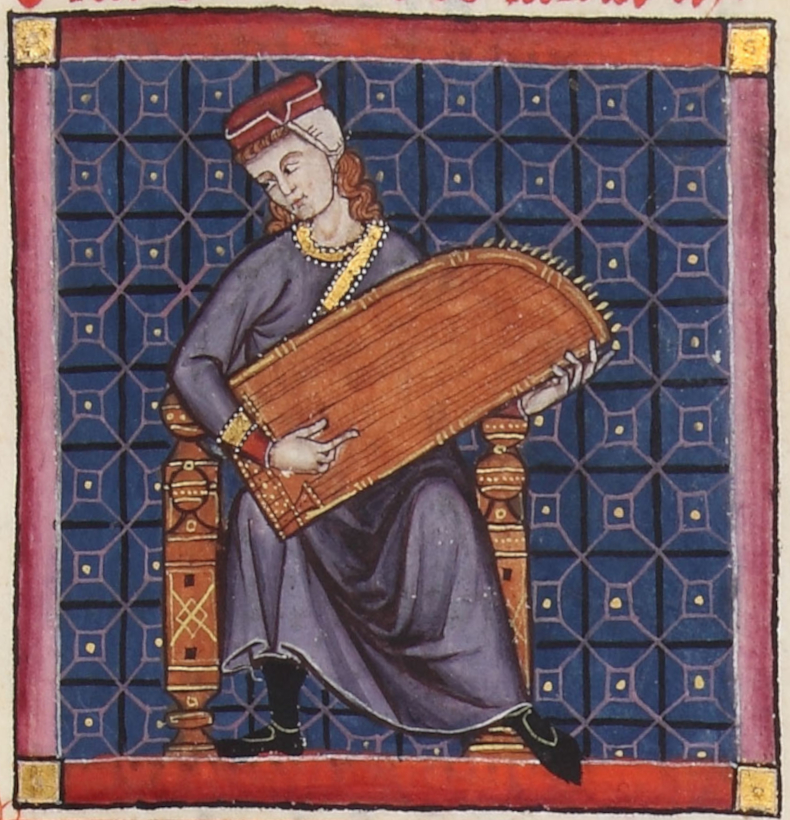
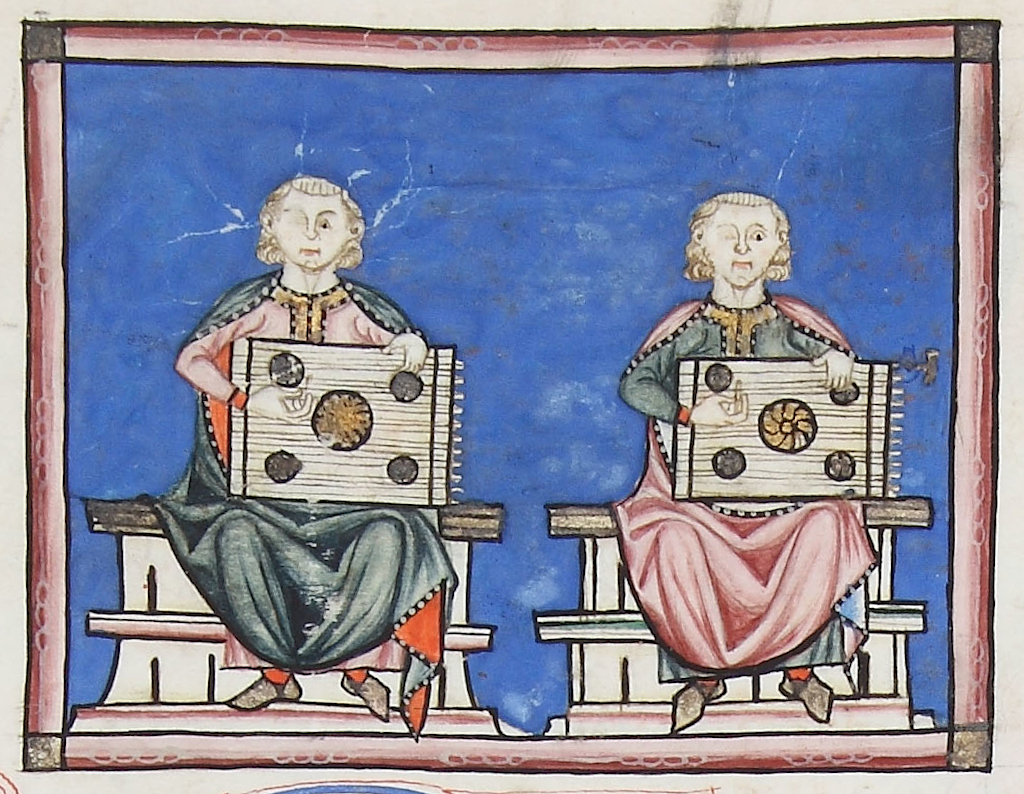
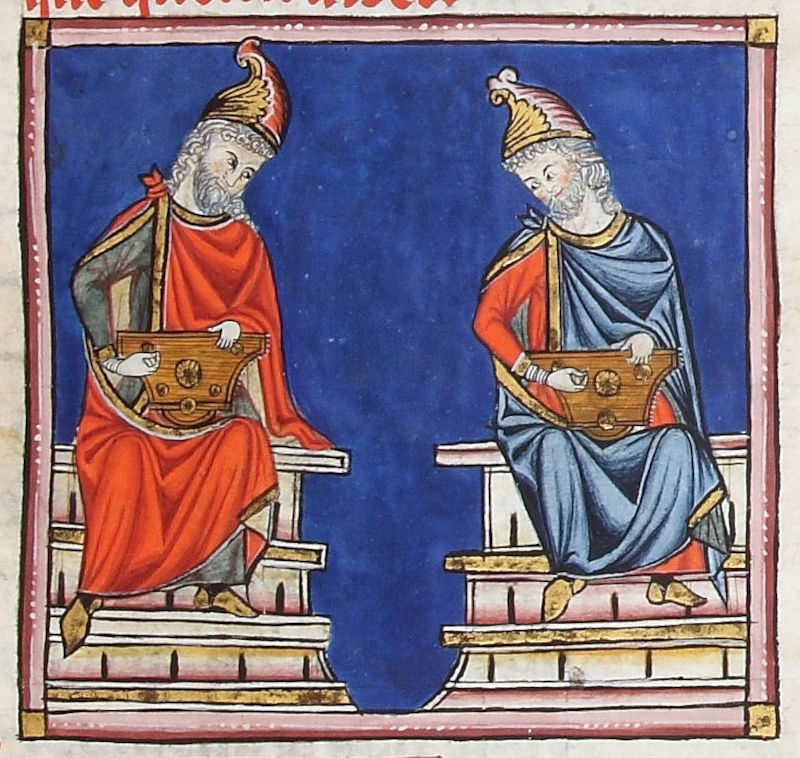
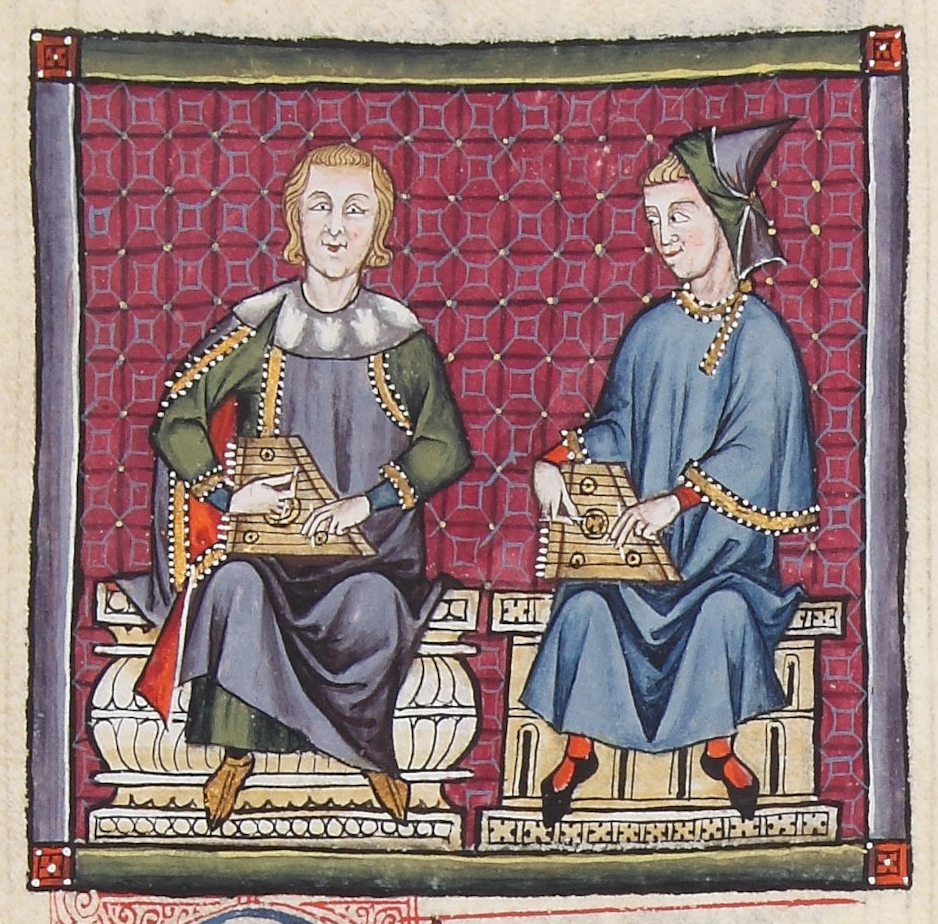